# Sothisjahr

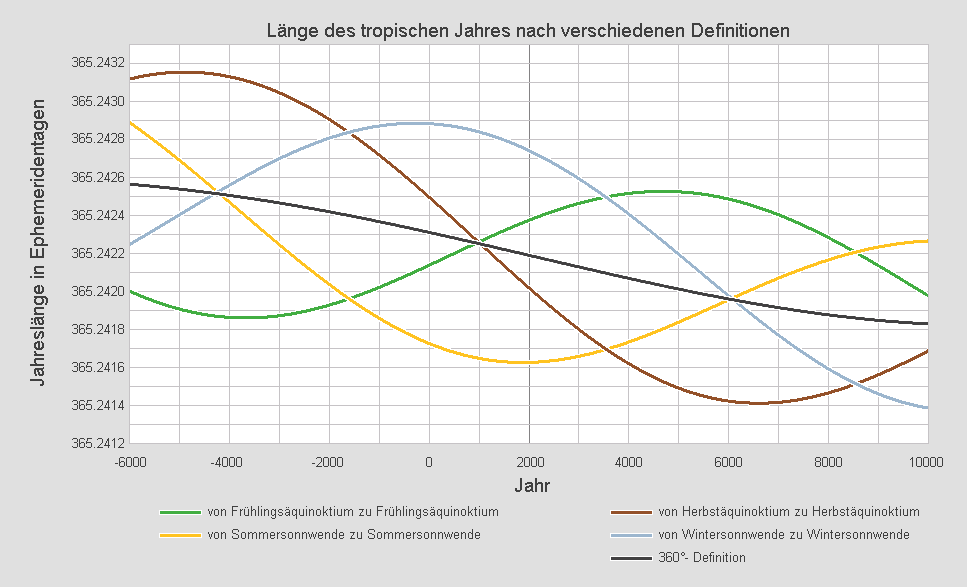
Definitionen für das tropische Jahr

Die Bezeichnung Sothisjahr (auch Sopdetjahr) bezog sich im Alten Ägypten ursprünglich auf den Kalenderzeitraum zwischen zwei heliakischen Aufgängen des Sterns Sirius.

## Hintergrund
Mit Beginn des Mittleren Reiches wurde die Dauer eines Sothisjahres in Verbindung mit den Sargtexten und Diagonalsternuhren ergänzend auf die Zeiträume zwischen zwei Sirius-Kulminationen oder zwischen zwei akronychischen Sirius-Untergängen übertragen.
Vor Einführung des ägyptischen Verwaltungskalenders, an welchem sich der ägyptische bürgerliche Mondkalender orientierte, richteten sich die Ägypter nach dem Sothisjahr, das im Mittel mit 365,250015 Tagen die ursprüngliche Einteilung des ägyptischen Kalenderjahres vorgab und in etwa dem julianischen Kalender entsprach. Die Jahreszeiten des Sothisjahres verschoben sich im Vergleich gegenüber dem tatsächlichen Sonnenjahr im Durchschnitt etwa alle 126 Jahre um einen Tag.
| Vergleich Sonnen- und Sothisjahr (Zeitraum 2770 bis 1500 v. Chr.) |                |                |                |                                  |
| Beobachtungsort                                                   | 1 Sothisjahr   | 1 Sonnenjahr   | Abweichung     | Verschiebung von einem Tag nach: |
| Nildelta                                                          | 365,25001 Tage | 365,24208 Tage | 0,0079298 Tage | 126 Jahren + 39 Tagen            |
| Elephantine                                                       | 365,25002 Tage | 365,24208 Tage | 0,0079417 Tage | 125 Jahren + 11 Monaten          |